# José María Arancedo

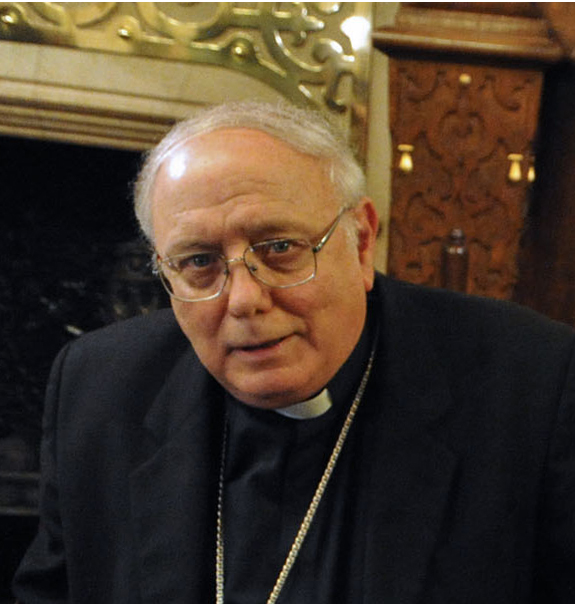
José María Arancedo

Wappen von José María Arancedo

José María Arancedo (* 26. Oktober 1940 in Buenos Aires) ist ein argentinischer Geistlicher und emeritierter römisch-katholischer Erzbischof von Santa Fe de la Vera Cruz.

## Leben
José María Arancedo empfing am 16. Dezember 1967 die Priesterweihe.
Papst Johannes Paul II. ernannte ihn am 4. März 1988 zum Titularbischof von Selemselae und zum Weihbischof in Lomas de Zamora. Die Bischofsweihe spendete ihm der Bischof von Lomas de Zamora, Desiderio Elso Collino, am 6. Mai desselben Jahres; Mitkonsekratoren waren Héctor Gabino Romero, Bischof von Rafaela, und Luis Teodorico Stöckler, Bischof von Goya.
Am 19. November 1991 wurde er zum Bischof von Mar del Plata ernannt und am 15. Dezember desselben Jahres in das Amt eingeführt. Am 13. Februar 2003 wurde er zum Erzbischof von Santa Fe de la Vera Cruz ernannt und am 30. März desselben Jahres in das Amt eingeführt. 
Für die Amtszeit von 2011 bis 2014 wurde er zum Präsidenten der Bischofskonferenz von Argentinien gewählt. Im November 2014 wurde seine Amtszeit um weitere drei Jahre verlängert. Am 7. November 2017 übergab er das Amt an Óscar Vicente Ojea Quintana.
Papst Franziskus nahm am 17. April 2018 seinen altersbedingten Rücktritt an.